# 加拿大原住民保留區
加拿大印第安保留區（Indian reserve），是加拿大的原住民保留區，依《印第安法》規定為“所有權歸屬於国王陛下的土地，由国王陛下劃出供部落使用和受益。”
印第安保留區為加拿大政府為加拿大原住民第一民族劃設的區域。印第安保留區不同於原住民土地聲索（land claims）的範圍，原住民土地聲索涵蓋所有傳統領域，比任何保留區都大得多。

## 另見
- 印第安保留地